# Ulica Warszauera w Krakowie
Ulica Warszauera – ulica w Krakowie, w dzielnicy I Stare Miasto, na Kazimierzu. Łączy ulicę Estery i Plac Nowy z ulicą Jakuba i rejonem Cmentarza Remuh.
Przy ulicy do XIX wieku znajdował się szpital i dom starców. Nazwa ulicy Warszauera została ustanowiona w 1908 roku, od nazwiska lekarza i działacza społecznego żydowskiego pochodzenia związanego z Krakowem, Jonatana Warschauera. Wcześniej nazywała się ulicą Ubogich.

## Zabudowa
- ul. Warszauera 1 (ul. Estery 8) – Kamienica, początek XX wieku.
- ul. Warszauera 2 (ul. Estery 6) – Kamienica. Projektował Leopold Tlachna, 1909.
- ul. Warszauera 8 (ul. Miodowa 27) – Synagaga Kupa, ok. 1635.
- ul. Warszauera 9 (ul. Kupa 2) – Kamienica. Projektował Nachman Kopald, 1898.

Przy ulicy, w rejonie Synagogi Kupa, znajduje się również fragment muru obronnego, będącego dawniej elementem średniowiecznych fortyfikacji miasta Kazimierza, datowany na ok. 1340.

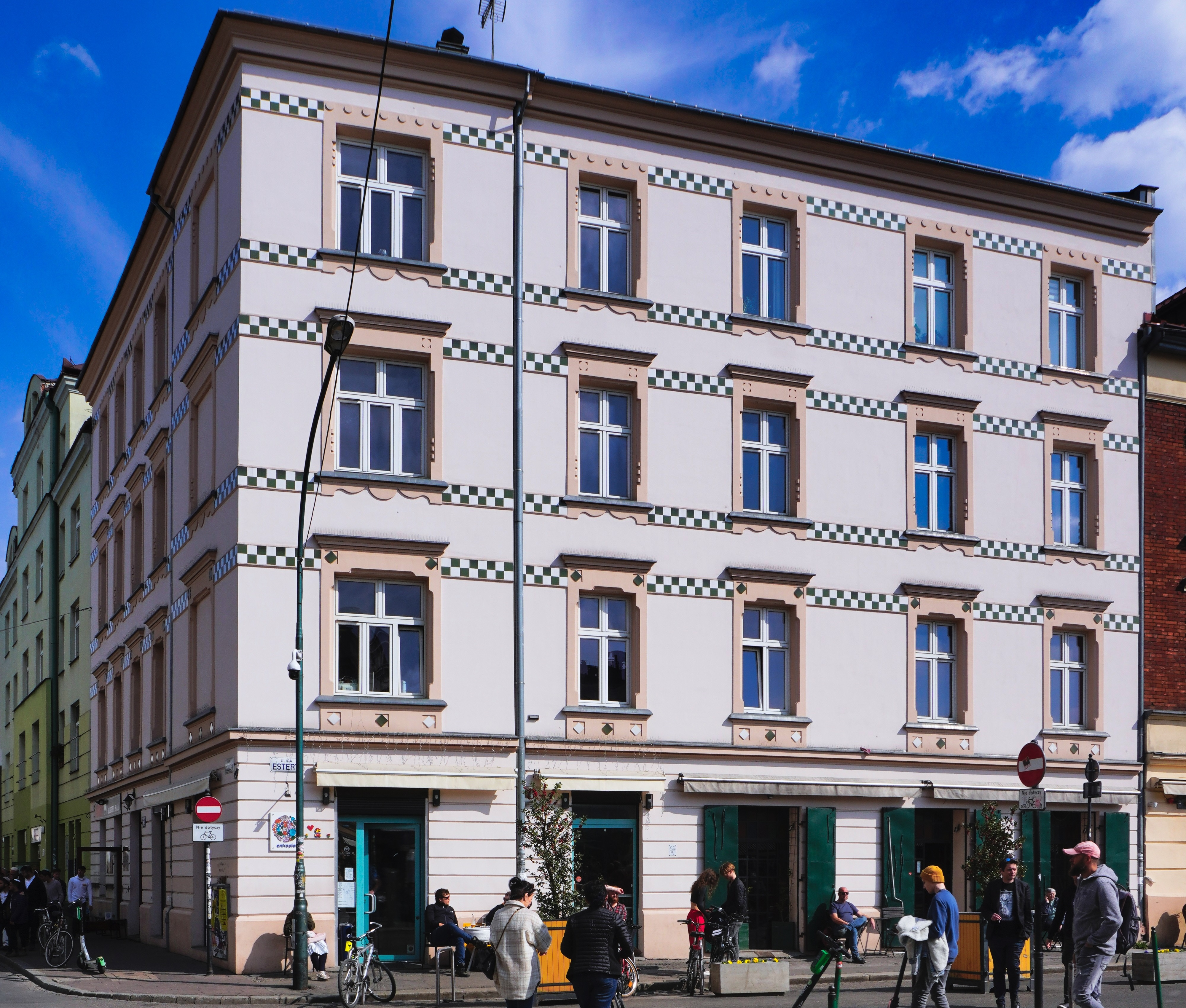
ul. Warszauera 1 Kamienica (ok. 1910)
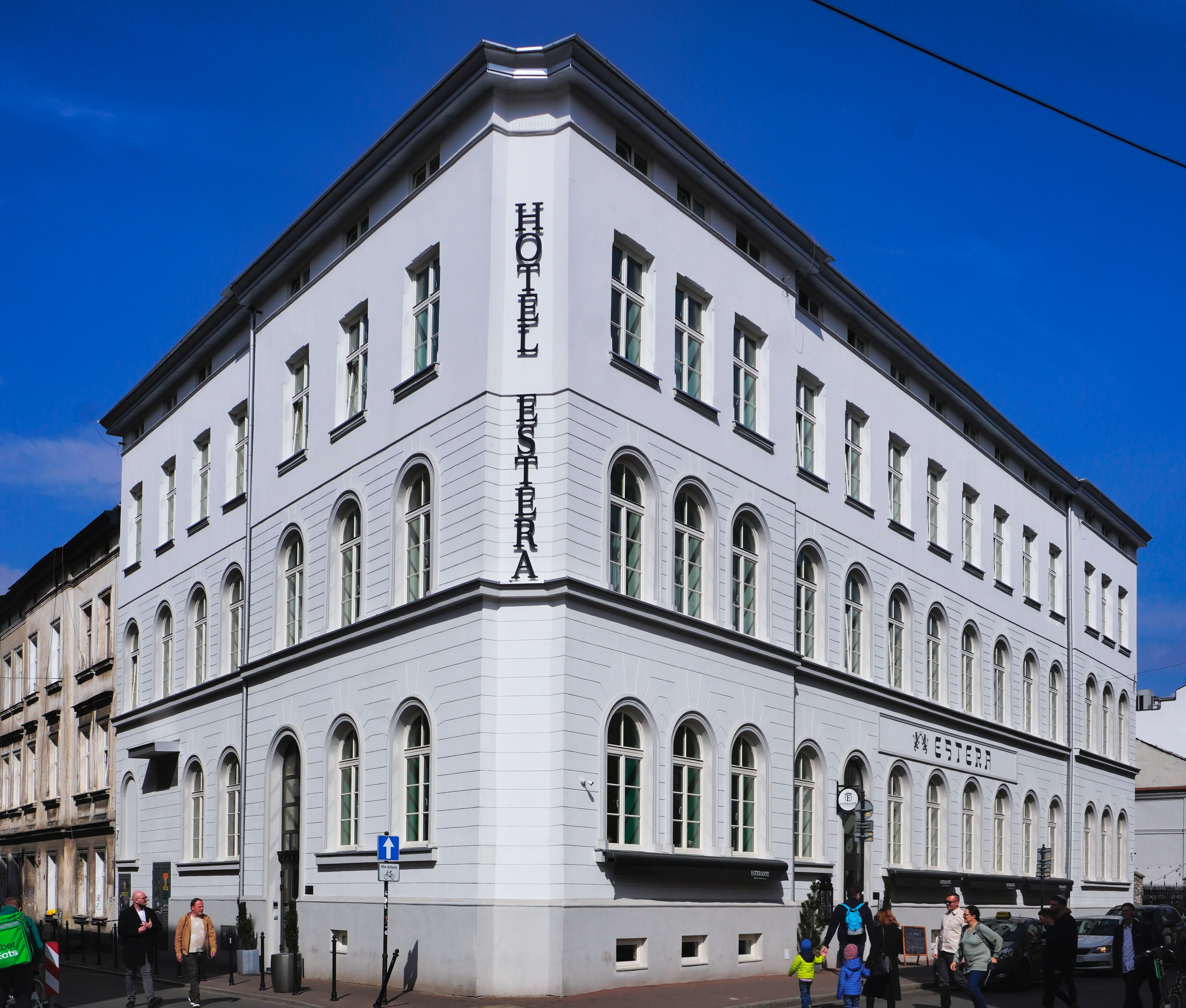
ul. Warszauera 2 Kamienica, dawniej Synagoga Talmud Tora, obecnie (2022) Hotel Estera (proj. Leopold Tlachna, 1909)
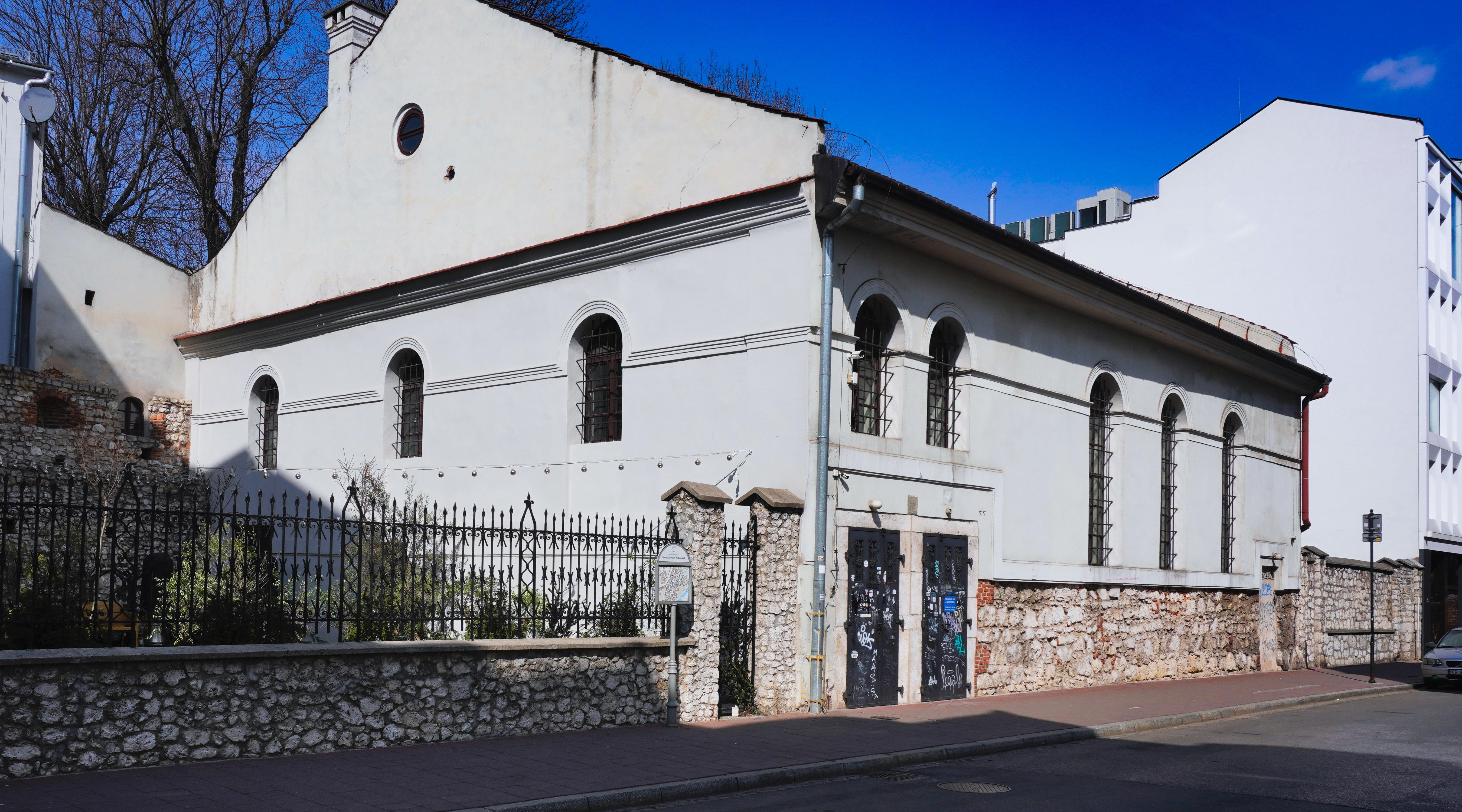
ul. Warszauera 8 Synagoga Kupa